# Pfarrkirchen
Pfarrkirchen è un comune tedesco di 11 739 abitanti, situato nel land della Baviera.

## Amministrazione

### Gemellaggi
Pfarrkirchen è gemellato con:
- Saint-Rémy-de-Provence, dal 1991
- San Vincenzo, dal 1998